# Труц ди Мјола (Торино)
Труц ди Мјола је насеље у Италији у округу Торино, региону Пијемонт.
Према процени из 2011. у насељу је живело 135 становника. Насеље се налази на надморској висини од 402 м.